# Ferdinand Berthoud
Ferdinand Berthoud, född 18 mars 1727 i Plancemont-sur-Couvet (kantonen Neuchâtel), död den 20 juni 1807 i Groslay (Val d'Oise, Frankrike), var en fransk urmakare och forskare. Han blev urmakarmästare i Paris år 1753. Berthoud, som innehade positionen som urmakare och finmekaniker utnämnd av kungen och flottan, lämnade efter sig en samling verk av exceptionell bredd, särskilt inom området för marina kronometrar.

## Biografi

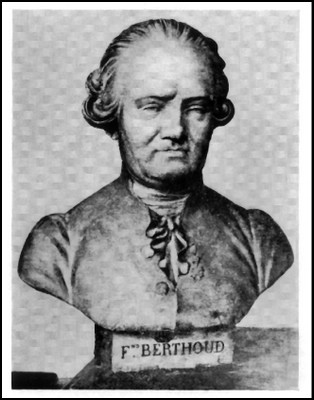
Ferdinand Berthoud.

Ferdinand Berthoud föddes den 18 mars 1727 i Plancemont, i Val-de-Travers i kantonen Neuchâtel i Schweiz, i en ansedd urmakarfamilj. 
Hans far, Jean Berthoud, var snickarmästare och arkitekt. Han var borgare i Couvet, borgare i Neuchâtel och fredsdomare i Val-de-Travers mellan 1717 och 1732. Hans mor, Judith Berthoud (1682–1765), kom från Couvet. 
Ferdinand hade fyra bröder: Abraham (1708–?); Jean-Henry (1710–1790), fredsdomare i Val-de-Travers, domstolssekreterare i Verrières, advokat i Cressier och sakkunnig urmakare; Jean-Jacques (1711–1784), tecknare och Pierre (1717–?), bonde och urmakare. Pierre var ledamot i Couvets kommunfullmäktige och gifte sig 1741 med Marguerite Borel-Jaquet. De fick två söner, Pierre Louis (1754-Paris, 1813) och Henri (?–Paris, 1783), vars karriärer var nära förknippade med farbrodern Ferdinand Berthouds karriär.
Han hade två systrar: Jeanne-Marie (1711–1804) och Suzanne-Marie (1729–?).
1741, vid fjorton års ålder, påbörjade Ferdinand Berthoud sin tid som urmakarlärling hos sin bror Jean-Henry i Couvet, där han även fick en gedigen vetenskaplig utbildning. Den 13 april 1745 avslutade Ferdinand Berthoud sin utbildning och erhöll sitt gesällbrev som urmakare.
1745, när Ferdinand Berthoud var 18 år, flyttade han till Paris för att förkovra sig inom sitt yrke som urmakare. Han utvecklade sina talanger som gesäll hos de parisiska urmakarmästarna. I litteraturen antyds ibland att Ferdinand Berthoud under en tid ska ha arbetat hos Julien Le Roy där han påstods göra häpnadsväckande snabba framsteg. Där ska han ha arbetat tillsammans med Pierre Le Roy (1717–1785), hans mästares son, som senare skulle bli hans rival.
Den 4 december 1753, genom ett beslut av det franska kungliga rådet, tack vare ett undantag från skråordningen och genom kungens särskilda gunst, tilldelades Ferdinand Berthoud officiellt titeln urmakarmästare när han bara var 26 år.
Från och med 1755 anförtroddes Ferdinand Berthoud uppgiften att skriva flera referensartiklar om klocktillverkning för L’Encyclopédie méthodique som gavs ut från 1751 till 1772 under ledning av Diderot (1713–1784), författare och filosof, och d’Alembert (1717–1783), matematiker och filosof.
Ferdinand Berthoud publicerade sitt första specialiserade verk 1759, L’Art de conduire et de régler les pendules et les montres, à l’usage de ceux qui n’ont aucune connaissance d’horlogerie. Därpå följde många andra skrifter som omnämns i kapitlet ”Hans verk”.
1763 utsågs Ferdinand Berthoud av kungen för att undersöka den marina klockan H4 som tillverkats av Sir John Harrison (1693–1776) i London tillsammans med Charles-Etienne Camus (1699–1768), matematiker och ledamot i franska Kungliga vetenskapsakademin, och astronomen Joseph-Jérôme Lefrancois de La Lande (1732–1807). Resan blev en besvikelse för Ferdinand Berthoud eftersom Harrison endast visade honom sina H1-, H2- och H3-klockor (mot betalning av 500 pund) men kategoriskt vägrade visa honom den legendariska H4, den mest avancerade av dem alla.
Visserligen fick inte Ferdinand Berthoud möjlighet att se Harrisons berömda H4 under sin resa till London, men resan gav honom tillträde till de engelska vetenskapliga kretsarna tack vare hans betydelsefulla verk och publikationer inom området för klocktillverkning. Detta resulterade i att han den 16 februari 1764 blev invald som ”utländsk associerad medlem” i Royal Society i London.
1764 gav den Franska akademin, på order av Kungen, två av sina ledamöter, Duhamel du Monceau och Jean-Baptiste Chappe d'Auteroche, i uppdrag att testa Ferdinand Berthouds marina klocka nr 3 till sjöss. Ferdinand Berthoud berättar att han personligen tog med sig klockan till Brest och själv var närvarande vid testet. Experimenten ägde rum på fregatten L’Hirondelle.
1765 genomförde Ferdinand Berthoud en andra resa till London för att träffa Harrison genom förmedling av greve Heinrich von Brühl (1700–1763), saxisk minister. Även denna gång vägrade Harrison att visa sina alster för Berthoud, då han visste att denne var fullt kapabel att utnyttja dem för franska flottans räkning. Det var den engelske urmakaren Thomas Mudge (1715–1795), känd för att ha utvecklat den första fria ankargången och medlem i Board of Longitude, som beskrev principen för H4-klockans funktion för Berthoud, utan att Berthoud själv kunde se den (Harrison begärde 4000 pund i ersättning för att beskriva sin klocka, vilket var ett oskäligt och avskräckande belopp).
Den 7 maj 1766 skickade Ferdinand Berthoud en avhandling till hertigen av Praslin (1712–1785), greve av Choiseul och sjöminister, där han redogjorde för sin plan att konstruera de marina klockorna nr 6 och nr 8. Han begärde ett underhåll på 3000 pund som ersättning för sitt arbete med tidigare marina klockor och som förskott på sina beräknade kostnader för tillverkningen av de två nya marina klockorna enligt den engelska tekniken. Denna avhandling uttryckte tydligt Ferdinand Berthouds önskan att beviljas detta underhåll och titeln urmakare och finmekaniker utnämnd av kungen och flottan, liksom viljan att hänge sig åt att utveckla marina klockor och bestämning av longituden till sjöss. Den 24 juli 1766 godkände kungen förslaget till konstruktion av två marina ur och gick med på att finansiera det.
För att kontrollera precisionen hos de nya uren överlämnade hertigen av Praslin den 3 november 1768 de marina klockorna nr 6 och nr 8 till Charles-Pierre Claret, ”Riddaren av Fleurieu” (1738–1810), upptäcktsresande och hydrograf, löjtnant flottan, och kanik Pingré (1711–1796), astronom och geograf inom flottan och ledamot i franska Kungliga vetenskapsakademin. Deras uppdrag var att testa klockorna på korvetten Isis under en resa från Rochefort till Santo Domingo och tillbaka. Resan tog tio månader och testen som klockorna utsattes för blev en framgång. Resultaten av Charles-Pierre Clarets observationer publicerades 1773 med titeln ”Voyage fait par ordre du roi, pour éprouver les horloges marines”.
1769 tillkallade Ferdinand Berthoud sin brorson Pierre-Louis Berthoud (1754–1813), vanligen kallad Louis Berthoud, en ung talangfull urmakare, till Paris från Couvet (Schweiz), för att han där skulle fullfölja sin lärlingstid. Louis assisterade Ferdinand Berthoud vid tillverkningen och underhållet av de marina klockorna som levererades till franska och spanska flottan.
Den 1 april 1770, efter de framgångsrika försöken till sjöss med de marina klockorna nr 6 och nr 8, erhöll Ferdinand Berthoud titeln kungens och flottans urmakare och finmekaniker, med ett årligt underhåll på 3000 pund och uppdraget att inspektera konstruktionen av marina klockor. Han fick en beställning från kungen på 20 marina klockor.
Ferdinand Berthouds klockor blev en framgång och de medfördes ombord vid flera testkampanjer och resor i kartografiskt syfte. 
1771, under befäl av markisen Verdun de la Crenne (1741–1805) gick Jean-Charles de Borda (1733–1799) ombord på fregatten La Flore för att genomföra en testkampanj av de marina kronometrarna på en resa från Kanarieöarna till Antillerna. Greve Chastenet de Puységur (1752–1809), kapten på korvetten L'Espiègle, gjorde sällskap med de Borda, kapten på La Boussole, vid en expedition till Kanarieöarna och Afrikas kust 1774 och 1775.
Den 1 augusti 1785 gav Ferdinand Berthoud fem klockor till greve de La Pérouse (1748–1788), kapten på Astrolabe, då han skulle ge sig ut på en expedition världen runt i syfte att komplettera James Cooks (1728–1779) upptäckter i Stilla havet. Klockorna som tagits med ombord försvann till sjöss i samband med Astrolabes tragiska skeppsbrott 1788 utanför Santa Cruz-öarna (Salomonöarna). 
1791 levererade Ferdinand Berthoud fyra marina klockor till Bruny d’Entrecasteaux (1737–1793) kampanj, som på begäran av kung Ludvig XVI, gav sig iväg på två fregatter, La Recherche och L'Espérance, för att söka efter La Pérouse expedition.
Ferdinand Berthoud valdes 1795 till bofast medlem av första klassen i sektionen för konsthantverk på Frankrikes Institut National (Institut de France). Efter franska revolutionen fortsatte Berthoud, som flyttat till Louvren och åtnjöt en statlig pension, att arbeta med sina klockor och han fortsatte att övervaka underhållet av de marina klockorna. Men framför allt ägnade han sig åt publiceringen av sitt mest betydelsefulla verk: Histoire de la Mesure du temps (1802).
Den 17 juli 1804 erhöll Ferdinand Berthoud av Napoleon titeln riddare av Hederslegionen i egenskap av medlem av institutet.
Den 20 juni 1807 avled Ferdinand Berthoud barnlös vid 80 års ålder. Han är begravd i Groslay i Montmorency-dalen (departementet Val d’Oise), där ett monument rests till hans minne.
Ferdinand Berthouds karriär var mycket speciell, i likhet med de historiska skeden han fick uppleva, från upplysningstiden till empiren och inte minst franska revolutionen, som han överlevde. Hans genialitet var erkänd av hans samtida, vilket gav honom möjligheten att bli invald som medlem i Institut National och åtnjuta den eftertraktade positionen som urmakare och finmekaniker utnämnd av kungen och flottan under Ludvig XV:s och Ludvig XVI:s regeringstid, liksom under empiren.

## Hans verk

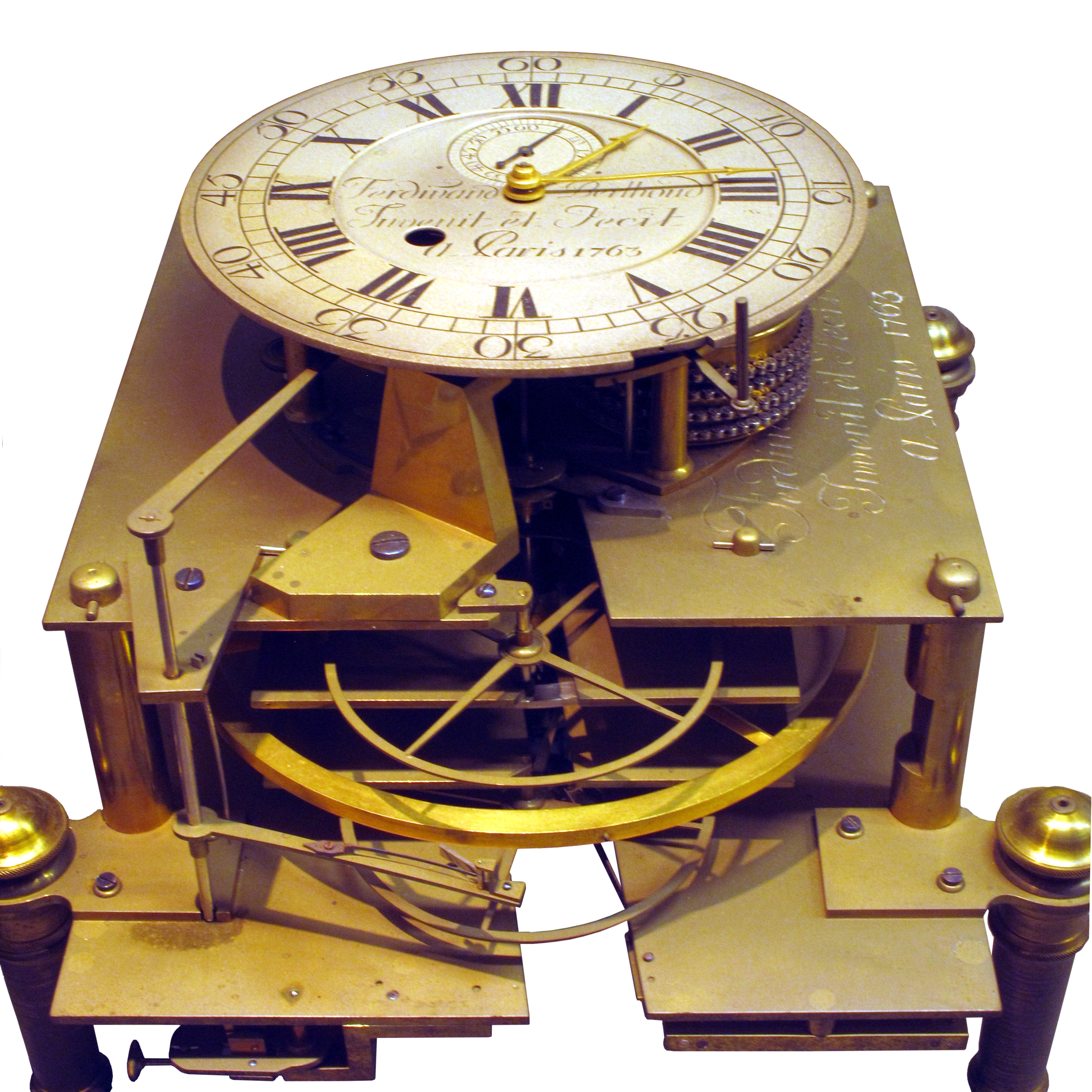
Marin klocka nr 2-CnAM 1387-IMG 1514-vit.

Vid 25 års ålder, 1752, sju år efter att han flyttat till Paris, lämnade Ferdinand Berthoud in en ekvationsklocka för bedömning av den Kungliga vetenskapsakademin och bevisade därmed sin utomordentliga mästerlighet inom urmakarkonsten. Akademiledamöterna Charles Etienne Camus (1699–1768), matematiker och astronom, samt Pierre Bouguer (1698–1758), matematiker, fysiker och berömd hydrograf, skrev en lovordande redogörelse om kvaliteten på hans arbete.
Ferdinand Berthoud deponerade flera förseglade brev på franska Kungliga vetenskapsakademin. Den 20 november 1754 deponerade han utkastet till en maskin för att mäta tiden till sjöss i ett förseglat brev som aldrig publicerades. Detta var hans första utkast till en marin klocka. Brevet öppnades först 1976 av Akademins ordförande. 
Den 13 december 1760 deponerade Ferdinand Berthoud sitt ”Mémoire sur les principes de construction d’une Horloge de Marine” på franska Kungliga vetenskapsakademin för att presentera den berömda marina klockan nr 1 vars konstruktion slutfördes i början av 1761. Till denna text la han till ett komplement som deponerades den 28 februari 1761. Detta ur ställdes ut på Kungliga vetenskapsakademin i april 1763.
1754 godkände franska vetenskapsakademin ett ur och en ekvationsklocka som tillverkats av Ferdinand Berthoud.
Ferdinand Berthoud ville ägna sig åt forskning och åt att sprida sitt kunnande genom sina publikationer. Tack vare dessa båda inriktningar kunde han snabbt få tillträde till sin tids vetenskapliga kretsar. Han fick i uppdrag att skriva flera artiklar i Encyclopédie méthodique som gavs ut från 1751 till 1772, under ledning av Diderot (1713–1784) och d’Alembert (1717–1783).
Han publicerade 1759 en framgångsrik populärvetenskaplig avhandling: L’Art de conduire et de régler les pendules et les montres. A l’usage de ceux qui n’ont aucune connaissance d’horlogerie. Hans omfångsrika avhandling från 1763, L’Essai sur l’horlogerie ; dans lequel on traite de cet Art relativement à l’usage civil, à l’Astronomie et à la Navigation, som även den fick ett gott mottagande. Detta populärvetenskapliga verk mötte stor framgång och översattes till flera språk, varpå flera nyutgåvor följde under 1700- och 1800-talen.
År 1763 utgjorde en vändpunkt i Berthouds karriär som hädanefter var knuten till sjöfartens utveckling, vilket än en gång omvittnades och understöddes av franska vetenskapsakademin: urmakaren lät öppna två brev som deponerats 1760 respektive 1761. De beskrev den marina klockan nr 17. Den 29 augusti 1763 samma år deponerade Ferdinand Berthoud ytterligare ett brev med titeln ”Construction d’une montre marine …” 

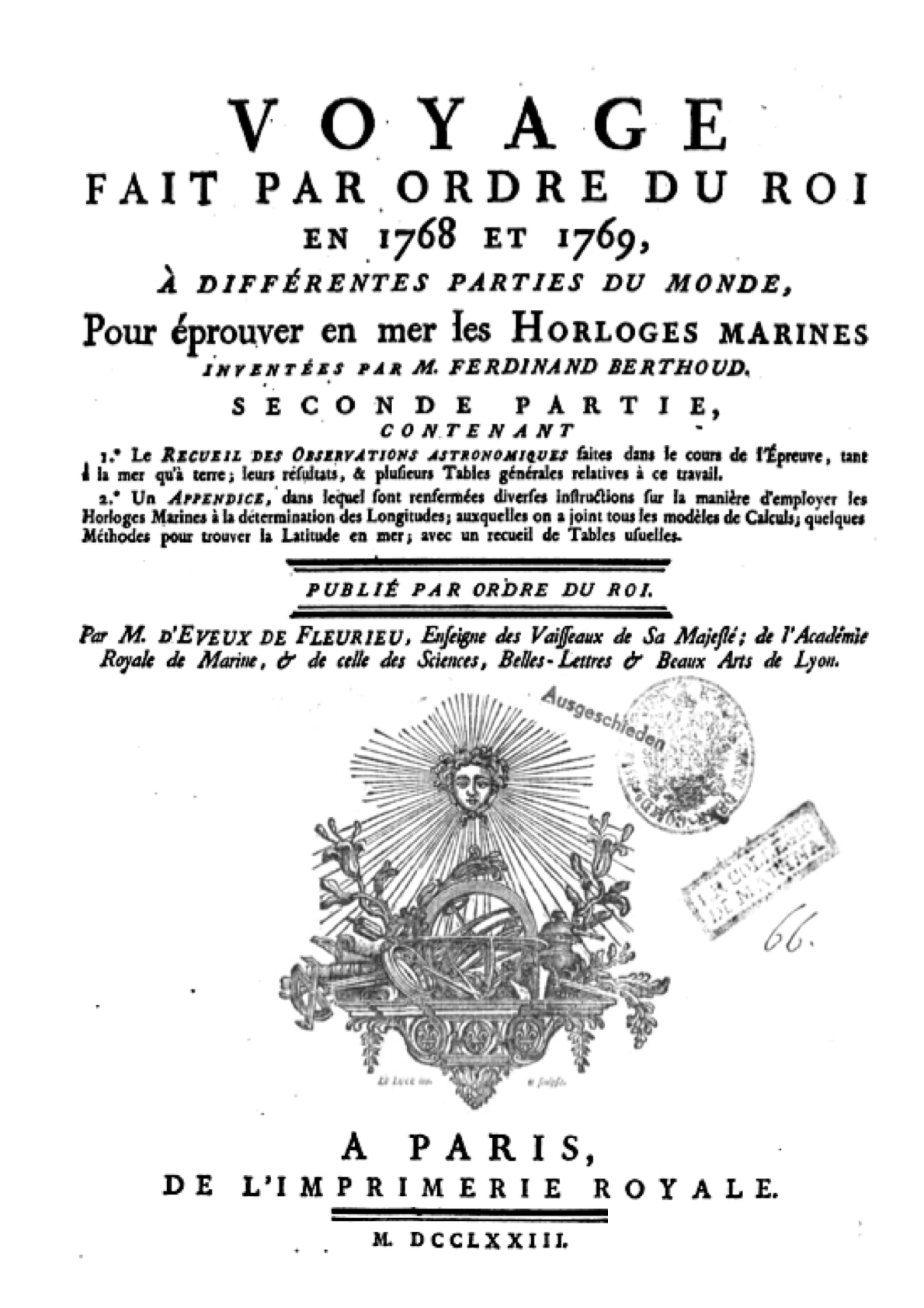
Berthoud klocka, Voyage gjord genom order av Louis XV, 1768–1769.

Hans verksamhet utmärktes av regelbundna projekt som åtföljdes av detaljerade anspråk. Den 7 maj 1766 föreslog han exempelvis att två marina klockor skulle konstrueras. Det gällde nr 6 och nr 8 som nu finns bevarade på Musée des arts et métiers i Frankrike. Efter de lyckade experimenten med dessa klockor erhöll Ferdinand Berthoud titeln ”Urmakare och finmekaniker utnämnd av kungen och flottan för inspektion och konstruktionen av marina klockor” den 1 april 1770.
1773 publicerade Ferdinand Berthoud Traité des horloges marines contenant la théorie, la construction, la main-d’œuvre de ces machines et la manière de les éprouver, pour parvenir par leur moyen, à la rectification des cartes marines et à la détermination des longitudes en mer. Denna avhandling var den första i sitt slag, där redogjorde han för alla delar som behövs för att konstruera en marin klocka. Genom sin redogörelse legitimerade Berthoud anseendet hos sina arbeten, i synnerhet gentemot konkurrenter som också strävade efter ett sätt att bestämma longituden till sjöss, såsom Harrison och Pierre Le Roy (1717–1785).
Två år senare, år 1775, publicerade Ferdinand Berthoud ett nytt verk, Les longitudes par la mesure du temps ou méthode pour déterminer les longitudes en mer avec le secours des horloges marines, suivie du recueil des tables nécessaires au pilot pour réduire les observations relatives à la longitude et à la latitude. Denna bok gavs ut på nytt 1785.
1787 publicerade Berthoud De la Mesure du Temps ou supplément au traité des horloges marines et à l’Essai sur l’horlogerie, contenant les principes d’exécution, de construction et d’épreuves des petites horloges à longitudes et l’application des mêmes principes de construction aux montres de poche, ainsi que plusieurs construction d’horloges astronomiques. Den översattes till tyska 1798.
1792 publicerade Ferdinand Berthoud Traité des montres à Longitudes contenant la construction, la description & tous les détails de main-d’œuvre de ces Machines ; leurs dimensions, la manière de les éprouver, etc., där han förordade kompensation med hjälp av balanshjulet och finjustering med hjälp av spiralen (sidan 172) för att förbättra isokronismen.
Fyra år senare, år 1796, publicerade Berthoud Suite du Traité des montres à longitudes, contenant : 1° la construction des montres verticales portatives, 2° la description et les épreuves des petites horloges horizontales plus simples et plus portatives pour servir dans les plus longues traversées.
År 1802 publicerade Ferdinand Berthoud ett av sina viktigaste verk: Histoire de la mesure du temps par les horloges, i vilket han visar sina enastående kunskaper inom urmakarkonsten.
1807, det år då han dog, publicerade Berthoud sitt sista verk, med titeln Supplément au Traité des montres à Longitudes avec appendice contenant la notice ou indication des principales recherches ou des travaux faits par Ferdinand Berthoud sur divers parties des machines qui mesurent le temps depuis 1752 à 1807. Verket gavs ut på nytt 1816 och1838.
Ferdinand Berthoud var en outtröttlig experimentator, en skicklig och djärv konstruktör, en uppfinnare som var mån om att sprida sin kunskap och han har inte bara bidragit till att förbättra klocktillverkningen utan har även främjat användningen av precisionsur inom sin tids vetenskap och därmed bidragit till vetenskapliga framsteg. Han är den enda urmakare som i sin helhet publicerat resultatet av sin forskning på ett metodiskt och detaljerat vis. Ferdinand Berthoud hade ett verkligt sinne för vetenskap och ingenjörskonst och en arbetsförmåga utöver det vanliga. Bland sin tids alla urmakare han var han den som genomförde störst antal experiment.
Ferdinand Berthoud lämnade efter sig ett livsverk av en exceptionell bredd, såväl inom området för marina kronometrar, dekorativa klockor och pendelur, specialverktyg som vetenskapliga mätinstrument. Dessutom publicerade han ett stort antal specialiserade verk och avhandlingar som motsvarar över 4000 sidor och 120 graverade planscher.
Titlarna, privilegierna och bevisen på hans erkännande som utmärkte hans karriär, från Ludvig XV:s regeringstid till första franska kejsardömet, liksom hyllningarna och studierna som understryker hans stora ryktbarhet fram till våra dagar, återspeglar den betydelsefulla roll han spelat i det långa sökandet efter precision.

## Utställning
En utställning med titeln Ferdinand Berthoud horloger du roi tillägnades honom på Internationella klockmuseet i La Chaux-de-Fonds 1984, och på Frankrikes Nationella marinmuseum den 17 januari 1985–17 mars 1985.
Ferdinand Berthouds verk ställs även ut permanent på många museer i många länder världen över, bland annat i Frankrike på CNAM, i Schweiz på MIH och i London på British Museum.